# Regionalflughafen Eagle County

i7
i11
i13
Der Eagle County Regional Airport (auch: Vail/Eagle Airport oder Eagle Vail Airport; IATA-Code: EGE, ICAO-Code: KEGE) ist ein öffentlicher Flughafen, 4 km westlich von Eagle im Eagle County, Colorado in den Vereinigten Staaten. Der Flughafen ist 60 km vom Wintersportort Vail entfernt.

## Flughafendaten
Er hat eine Asphaltpiste mit 9.000 ft (rd. 2.743 m) Länge und 46 m Breite. Die Fläche des Flughafens beträgt 256 ha. Die Seehöhe beträgt 1996 m.

## Geschichte
Die CAA (Civil Aeronautics Authority) kaufte im Jahr 1942 Land im Eagle County. Dies war der Beginn der Grundsteinlegung für einen voll funktionsfähigen Flughafen in Eagle County. Auf dem neu eingeebneten Gelände wurde ein 300 × 3000 Fuß (91 × 914 m) großer Streifen verlegt. Ursprünglich war der Streifen nur für Notlandungen bei transkontinentalen Flügen vorgesehen, bei denen technische Probleme auftraten. Im Jahr 1945 kaufte Eagle County weitere 111,23 Acres (etwa 45 ha) Land neben dem ursprünglichen Grundstück und übernahm offiziell die Wartung und den Betrieb des Landeplatzes von der Civil Aeronautics Authority. Der tatsächliche Flughafen wurde am 14. September 1947 gebaut und eröffnet.
Im Jahr 1962 wurde die Landebahn 08/26 modernisiert, so dass sie nun asphaltiert, 50 Fuß (15 m) breit und 5000 Fuß (1524 m) lang war. Die erste Fluggesellschaft nahm im Jahr 1966 am Flughafen den Betrieb auf, als Rocky Mountain Airways aus Denver ein Büro für ihre brandneue Vail Airways eröffnete. In dieser Zeit wurde im Jahr 1968 der erste Hangar mit befestigtem Vorfeld errichtet. Darüber hinaus wurde ein Non Directional Beacon (NDB) angeschafft.
Im Jahr 1978 wurde am Flughafen eine Pilotenschule gegründet und 1985 wurde die National Guard Armory der Nationalgarde hinzugefügt, die als Höhentrainingsanlage für Piloten diente. Die neue Landebahn 07/25 wurde am 11. Oktober 1986 in Betrieb genommen. Landebahn 08/26 wurde offiziell stillgelegt. Ab Ende der 1970er Jahre flog Rocky Mountain Airways mit de Havilland DHC-6 Twin Otter nach Denver und behielt diese Route in den 1980er Jahren bei, flog jedoch ab 1981 mit de Havilland Canada DHC-7.
Im Jahr 1996 wurde ein 36.000 sqft. (3345 m²) großes Passagierterminal eröffnet und der Flughafen verzeichnete in diesem Jahr einen Verkehrsanstieg von 73 %. Um dem ständig wachsenden Andrang gerecht zu werden, wurde im Jahr 2001 eine 30.000 sqft. (2787 m²) große Erweiterung fertiggestellt. Im Jahr 2009 wurde eine Verlängerung der Start- und Landebahn abgeschlossen, wodurch die Länge auf 9000 Fuß erhöht wurde.
Anfang der 2000er Jahre flog Air Wisconsin als United Express mit British Aerospace BAe-146 nach Denver Im Jahr 1985 waren am Flughafen American Airlines mit Boeing 757-200 mit Flügen nach Chicago O’Hare, Dallas/Fort Worth, Los Angeles, Miami, New York LaGuardia, Newark (New Jersey); Continental Airlines nach Houston Bush, Newark; Delta Air Lines nach Atlanta, Cincinnati; Northwest Airlines nach Minneapolis/Saint Paul; US Airways nach Charlotte Douglas International Airport (North Carolina), Philadelphia und United Airlines nach Denver, aktiv. Diese Fluggesellschaften flogen alle mit Boeing 757-200. United Express (durchgeführt von Mesa Airlines) flog mit De Havilland DHC-8 nach Denver.
Im Jahr 2013 startete Air Canada eine Route von Toronto. Diese Route wurde bis 2018 geflogen. Ab diesem Jahr boten jedoch American Airlines und United Express Flüge nach Los Angeles an, United zusätzlich noch Flüge nach Washington D.C.

## Flugbetrieb
Im Jahre 2022 wurden 214.998 Passagiere befördert. Im selben Jahr fanden 55.175 Flugbewegungen statt, davon 11.555 lokale Bewegungen, 21.445 Zwischenlandungen, 12.442 Air-Taxi-Flüge, 5.190 Frachtflüge und 4.543 militärische Flüge. In diesem Jahr waren hier 48 einmotorige und 2 zweimotorige Flugzeuge sowie 22 Jetflugzeuge und 13 Hubschrauber stationiert.
Die wichtigsten Fluggesellschaften für den Flugplatz sind American Airlines, Delta Air Lines und United Airlines, siehe Route Map.

## Zwischenfälle
- 27. März 1987 – Ein Gates Learjet 24A der Fluggesellschaft Connie Kalitta Services befand sich auf einem Flug von Denver (DEN), um einen Patienten für einen medizinischen Evakuierungsflug mitzunehmen. Der Pilot hatte sich vermutlich dafür entschieden, den Landeanflug LDA-A auf Landebahn 07 auf Eagle zu fliegen. Der Pilot sank deutlich unter die für diesen Anflug angegebene Höhe, was aber möglicherweise daran lag, dass er den Flughafen sehen konnte. Untersuchungen nach dem Unfall ergaben, dass der Pilot den Flughafen bis auf die letzten ein bis drei Sekunden des Fluges durchgehend in Sicht gehabt hätte, als der unbewohnte, unbeleuchtete Bergrücken seine Sicht versperrte. Das Flugzeug prallte auf einen 8022 Fuß (2445 m) hohen Bergrücken auf einer Höhe von 8000 Fuß, etwa 4 Seemeilen (6 km) nordwestlich des Eagle-Flughafens, auf einem magnetischen Kurs von 195° auf. N31SK befand sich beim Aufprall in der Anflugkonfiguration. Die Besatzung könnte durch die Anflugkarten von Jeppesen in die Irre geführt worden sein, die Geländehindernisse im Umkreis von 5 Meilen um den Flughafen nicht genau darstellten. Alle Insassen (2 Crewmitglieder und ein Passagier) kamen ums Leben.[14]